# Hamberg Glacier
Hamberg Glacier är en glaciär i Sydgeorgien och Sydsandwichöarna (Storbritannien). Den ligger i den nordvästra delen av Sydgeorgien och Sydsandwichöarna. Hamberg Glacier ligger 174 meter över havet.
Terrängen runt Hamberg Glacier är kuperad åt nordost, men åt sydväst är den bergig. En vik av havet är nära Hamberg Glacier åt nordost.  Trakten runt Hamberg Glacier är nära nog obefolkad, med mindre än två invånare per kvadratkilometer. Trakten runt Hamberg Glacier består i huvudsak av gräsmarker.